# National Road 61
La National Road 61 (N61) è una strada irlandese nazionale di livello secondario che collega Athlone nella contea di Westmeath a Boyle, nella contea di Roscommon nel nord-ovest della Repubblica d'Irlanda. La strada è lunga 74 km.
La strada passa attraverso importanti centri abitati quali Roscommon e Tulsk e lungo il suo corso è possibile prendere altre importanti arterie quali la N6, la N63, la N60, la N5 e la N4.
Per il 2022 erano stati inizialmente stanziati 80 milioni di euro per lavori di miglioramento della strada ma sono stati temporaneamente sospesi a maggio 2022. 
La strada è servita dalla linea di autobus 440 della Bus Éireann per il tratto da Athlone a Roscommon, mentre tra Roscommon e Boyle è presente una linea locale.